# Ehemalige Lateinschule (Brugg)

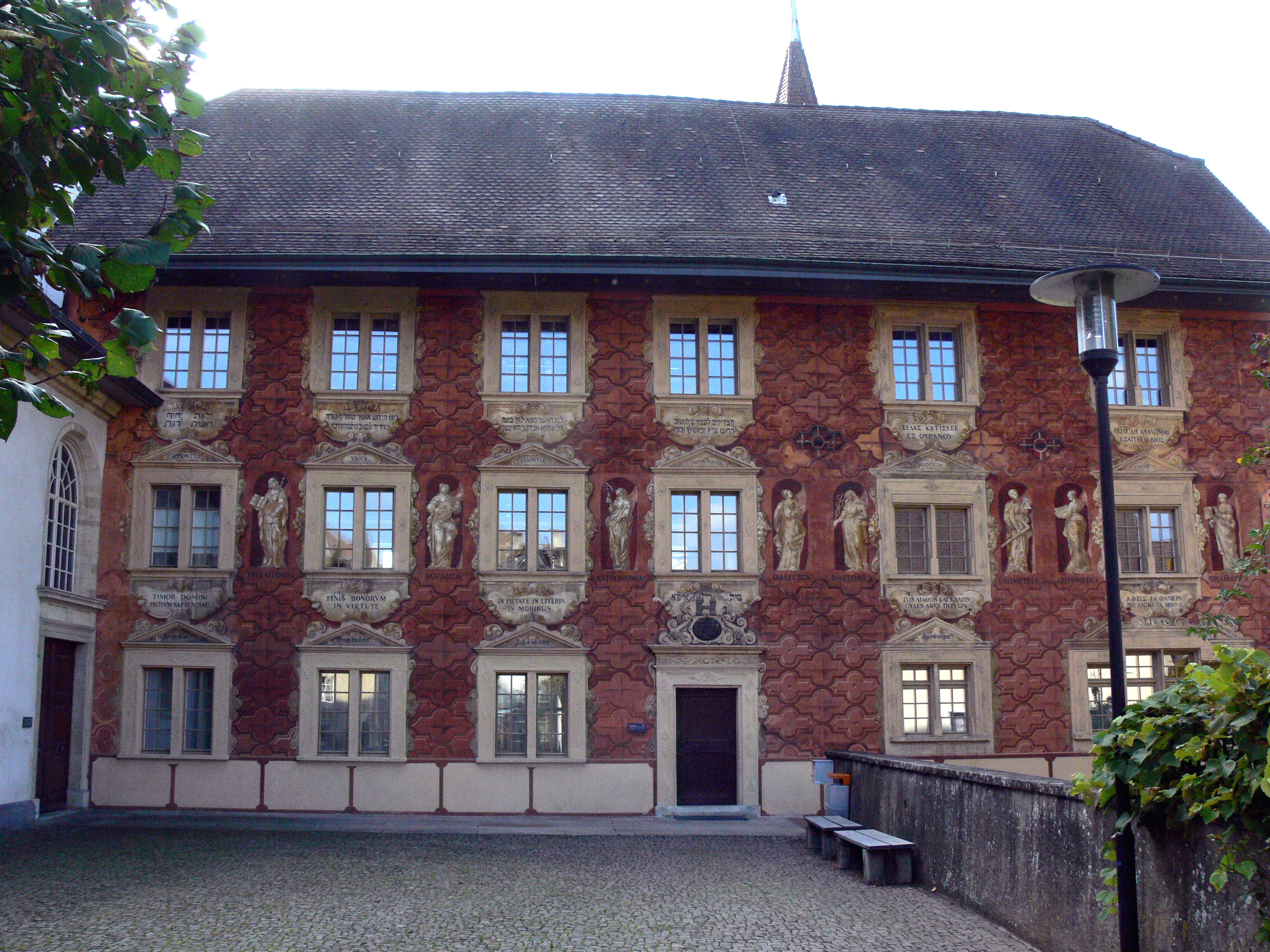
Vorderfassade der Lateinschule

Die Ehemalige Lateinschule ist ein Kulturgut von nationaler Bedeutung. Sie liegt in der Altstadt von Brugg im Kanton Aargau.

## Baugeschichte und Beschreibung
Die alte Lateinschule in der Altstadt von Brugg ist rechtwinklig an die Stadtkirche gebaut. Der nördliche Teil mit westlich vorgelegtem Schneggen, die ehemalige Provisorei, ist spätgotisch (1515). Der südlich angebaute Teil stammt von 1638/40. Die Westseite ist in die Stadtmauer einbezogen. Im spätgotischen Teil hat das Gebäude profilierte Doppel- und ein vierteiliges Staffelfenster. Die barocken Doppelfenster haben flache Dreieckgiebel und Rahmen mit Rautenrosetten in Flachrelief. Die geschnitzte Türe ist umgeben von einem Rechteckportal mit ähnlich skulptierter Umrahmung und einer Inschriftkartusche.
Die ganze Ostfassade ist geschmückt mit architektonisch-allegorischen Malereien von Rudolf Schwerter von 1640. Allegorische Frauengestalten stellen die Theologie und die «sieben freien Künste» dar (Grammatik, Arithmetik, Geometrie, Rhetorik, Dialektik, Astronomie und Musik). Die Kartuschen unter den Fenstersimsen sind mit Bibelsprüchen in deutscher, lateinischer, griechischer und hebräischer Sprache verziert. Die Fassade wurde 1885 und 1930 renoviert.

## Ehemalige Bibliothek
Im zweiten Stock befindet sich ein Saal mit Kassettendecke. Hier befand sich die einst prächtige Bibliothek. Sie war 1642 fertig ausgebaut, nachdem das erste Dach undicht war und Wasserschäden auftraten wurde das Dach nochmals neu doppelt gedeckt.
Die Treppenspindel im Schneggen beginnt aus einer Blattvolute auf Säulenbasis.

## Johann Heinrich Hummel
Von 1638 bis 1645 (also die gesamte Bauzeit über) war Johann Heinrich Hummel in Brugg zum Predigeramt und Präzeptor an der Lateinschule durch Johann Friedrich von Effinger zu Wildegg berufen worden, zudem wurde im aufgetragen jährlich an die Frankfurter Buchmesse zu reisen und dort nützliche Bücher für die Bibliothek einzukaufen.